# Météo-France
Météo-France es el Servicio Meteorológico Nacional de Francia. 
La organización fue establecida por decreto en junio de 1993 y es un departamento del Ministerio de Transporte. Su sede está en París, pero mucha de las operaciones nacionales se han descentralizado en Toulouse. Su presupuesto es de alrededor de €300 millones, y es financiado por subvenciones estatales, aeronáutica regalías y de la venta de servicios comerciales.
Météo-France tiene una fuerte presencia internacional, y es el representante francés en la Organización Meteorológica Mundial. La organización es un destacado miembro de la EUMETSAT, responsable de la adquisición de los satélites meteorológicos Meteosat.
Además de sus operaciones en el área metropolitana de Francia, la agencia ofrece predicciones y avisos de los departamentos franceses de ultramar
départements y collectivités. Tiene 4 subdivisiones con sede en Martinica (con otras divisiones sirviendo a Guadeloupe y Guyana Francesa), Nueva Caledonia, Polinesia Francesa y la Reunión. Algunas de estas subdivisiones tienen particularmente importantes responsabilidades internacionales:
- Por ejemplo la oficina de Guayana Francesa con sede en el aeropuerto Cayenne-Rochambeau mantiene instalaciones en ESA/CNES base espacial Centre Spatial Guyanais en Kourou que ayuda a lanzar campañas del cohete Ariane.
- La subdivisión de la Réunion es la Organización Meteorológica Mundial oficial designada como el Centro Meteorológico Regional  Especializado para el suministro de predicciones y avisos de ciclones tropicales en el suroeste del Océano Índico.
- La subdivisión de la Polinesia Francesa, a pesar de no ser el funcionario oficial de la RSMC de ciclones tropicales en el Pacífico Sur, ha sido encargada por la OMM para emitir predicciones y avisos de ciclones tropicales para las vecinas Islas Pitcairn británicas.